# Gobernación de Cundinamarca
La Gobernación de Cundinamarca es una institución colombiana con autonomía para la administración de los asuntos seccionales y la planificación y promoción del desarrollo económico y social dentro del territorio del Departamento de Cundinamarca en los términos establecidos por la Constitución de Colombia. Así, la Gobernación ejerce funciones administrativas, de coordinación, de complementariedad de la acción de los municipios que la integran, de intermediación entre la Nación y dichos municipios y de prestación de los servicios que determinen la Constitución y las leyes.

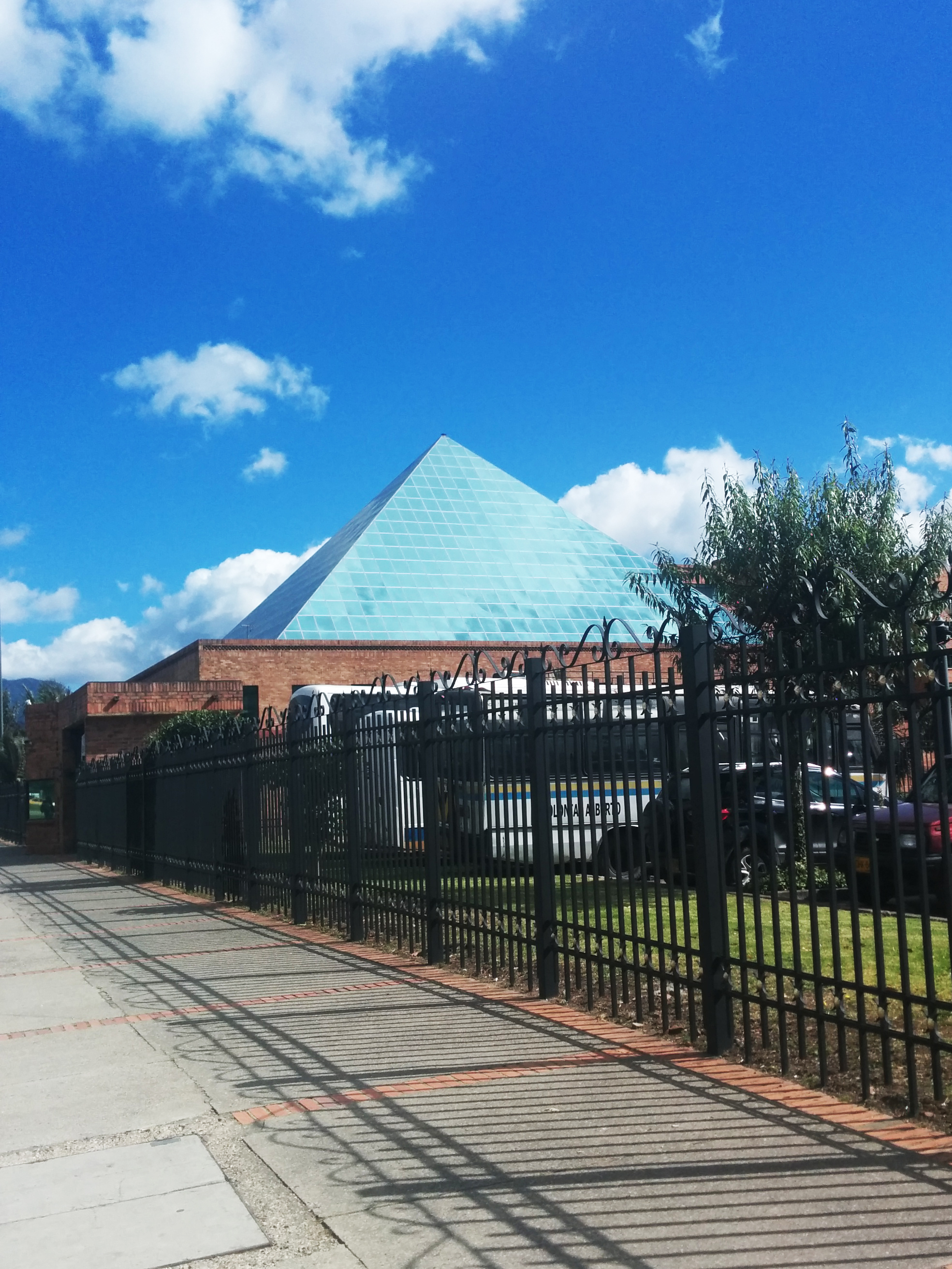
Sede de la Gobernación de Cundinamarca.

## Sede
La sede de la Gobernación de Cundinamarca está ubicada en la Avenida Eldorado (Calle 26 N° 51-53). El complejo de 40.000 metros cuadrados de construcción, está conformado por cuatro edificios: la Asamblea departamental, identificado por su techo en forma de pirámide; la sede de la gobernación, la Beneficencia de Cundinamarca y otro donde funcionan las secretarías.
Esta sede inaugurada en 1997 permitió unificar la administración departamental, que antes operaba en 23 sitios diferentes en Bogotá. La edificación está cerca a otros organismos de Gobierno en el Centro Administrativo Nacional (CAN).
El costo total de la obra fue 40.000 millones de pesos de la época y la gobernadora Leonor Serrano empezó a construirla en abril de 1996, quien sin embargo no pudo estrenarla.
El terreno donde se levanta la sede fue anteriormente parte de la hacienda El Salitre que pertenecía al terrateniente José Joaquín Vargas.